# Lista di frutta commestibile
Questa lista contiene frutta considerata commestibile, cruda o cotta, in varie cucine del mondo.  La parola frutto viene usata in molti modi diversi. La definizione di frutto per questo elenco è il frutto culinario, definito come "Qualsiasi parte commestibile e appetibile di una pianta che assomiglia a un frutto, anche se non si sviluppa da un ovario floreale; utilizzato anche in senso tecnicamente impreciso per alcuni parti vegetali dolci o semi-dolci, alcune delle quali possono somigliare a un vero frutto o vengono utilizzate in cucina come se fossero un frutto".
Molte parti commestibili di piante che sono considerate veri frutti in senso botanico non sono considerate frutti in senso culinario. Ad esempio, sebbene il pomodoro sia un vero frutto botanico, esso è però classificato come ortaggio in senso culinario e quindi non compare in questo elenco. Parimenti, alcuni frutti botanici sono classificati come frutta secca (ad esempio la noce del Brasile) e non compaiono nell'elenco.

## Pomi

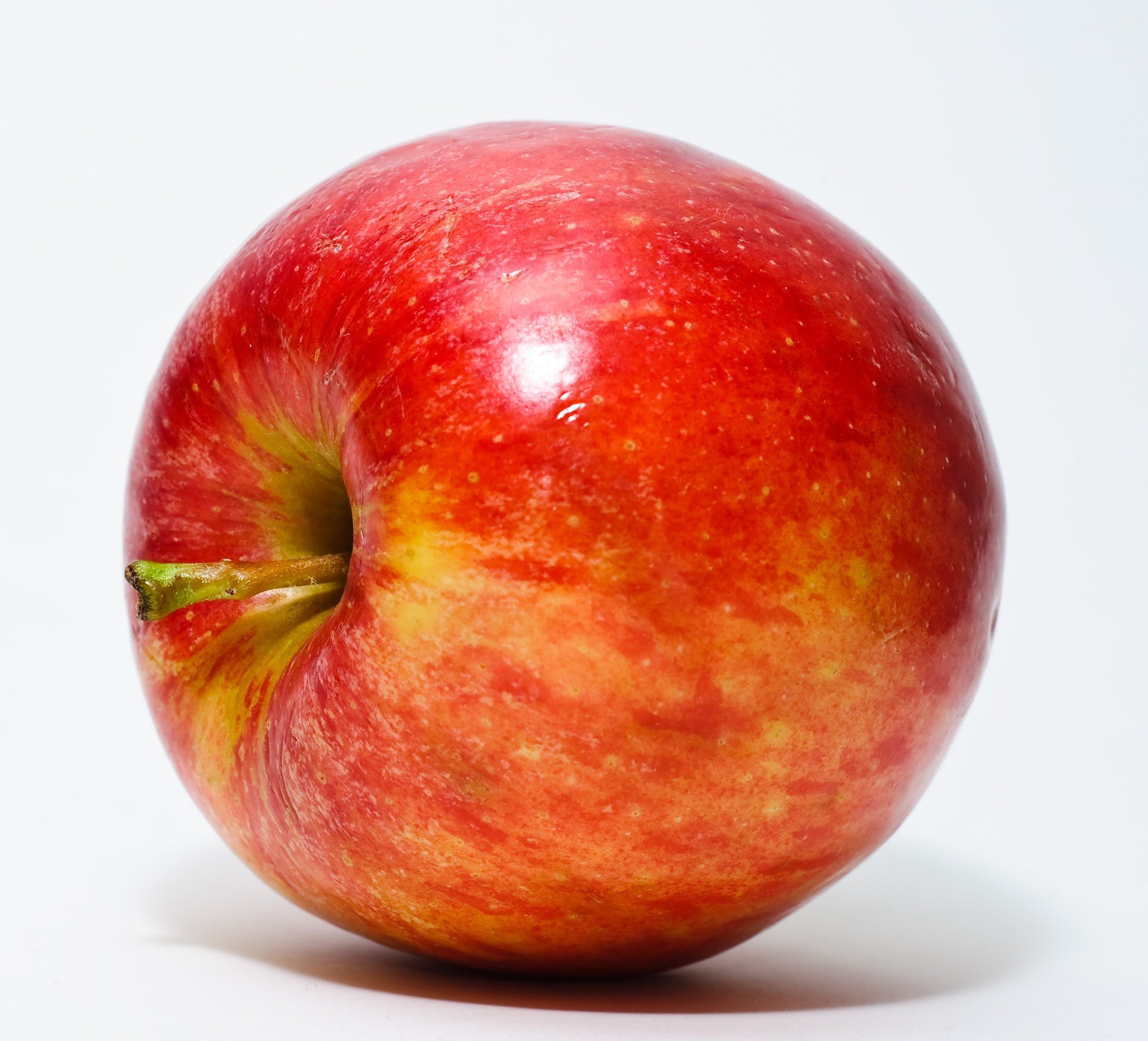
Mela

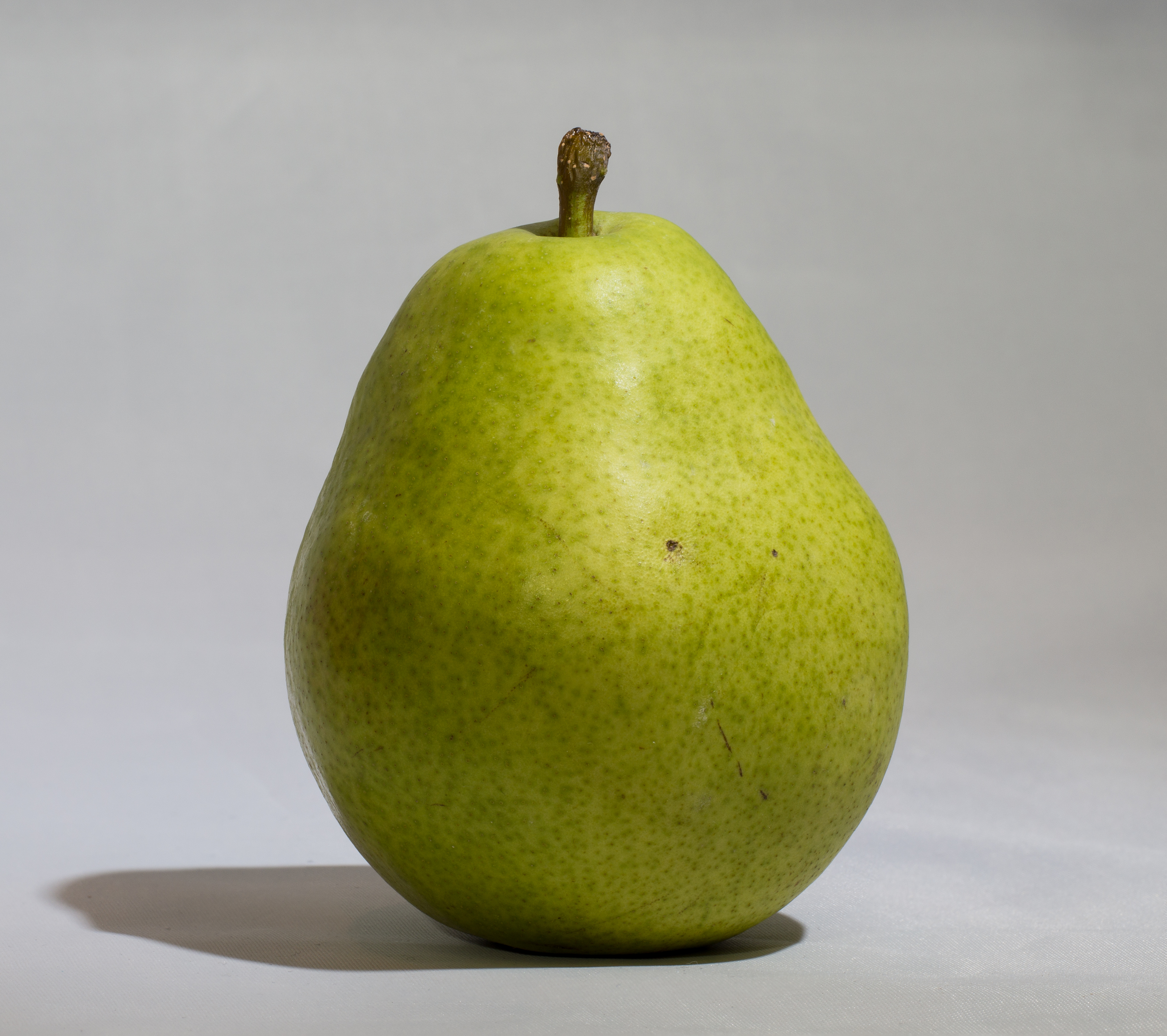
Pera

| Nome comune          | Nome scientifico    |
| -------------------- | ------------------- |
| Azzeruolo            | Crataegus azarolus  |
| Biancospino          | Crataegus monogyna  |
| Cotogna              | Cydonia oblonga     |
| Mela                 | Malus domestica     |
| Mela selvatica       | Malus sylvestris    |
| Nashi                | Pyrus pyrifolia     |
| Nespola              | Crataegus germanica |
| Nespola del Giappone | Eriobotrya japonica |
| Pera                 | Pyrus communis      |
| Pera corvina         | Amelanchier ovalis  |
| Pera mandorlina      | Pyrus spinosa       |
| Sapodilla            | Manilkara zapota    |
| Sorba                | Sorbus domestica    |
| Tejocote             | Crataegus mexicana  |

## Drupe

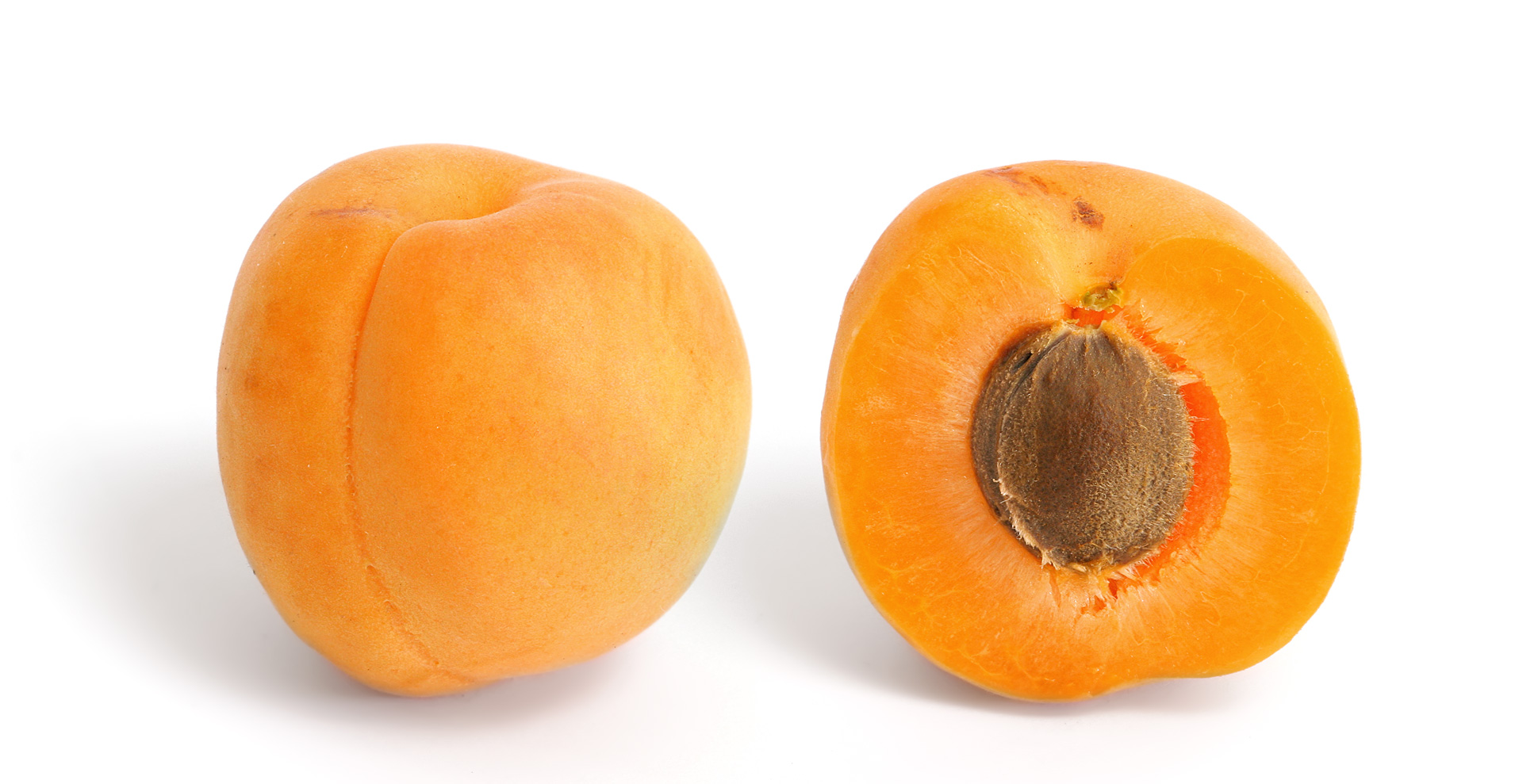
Albicocca

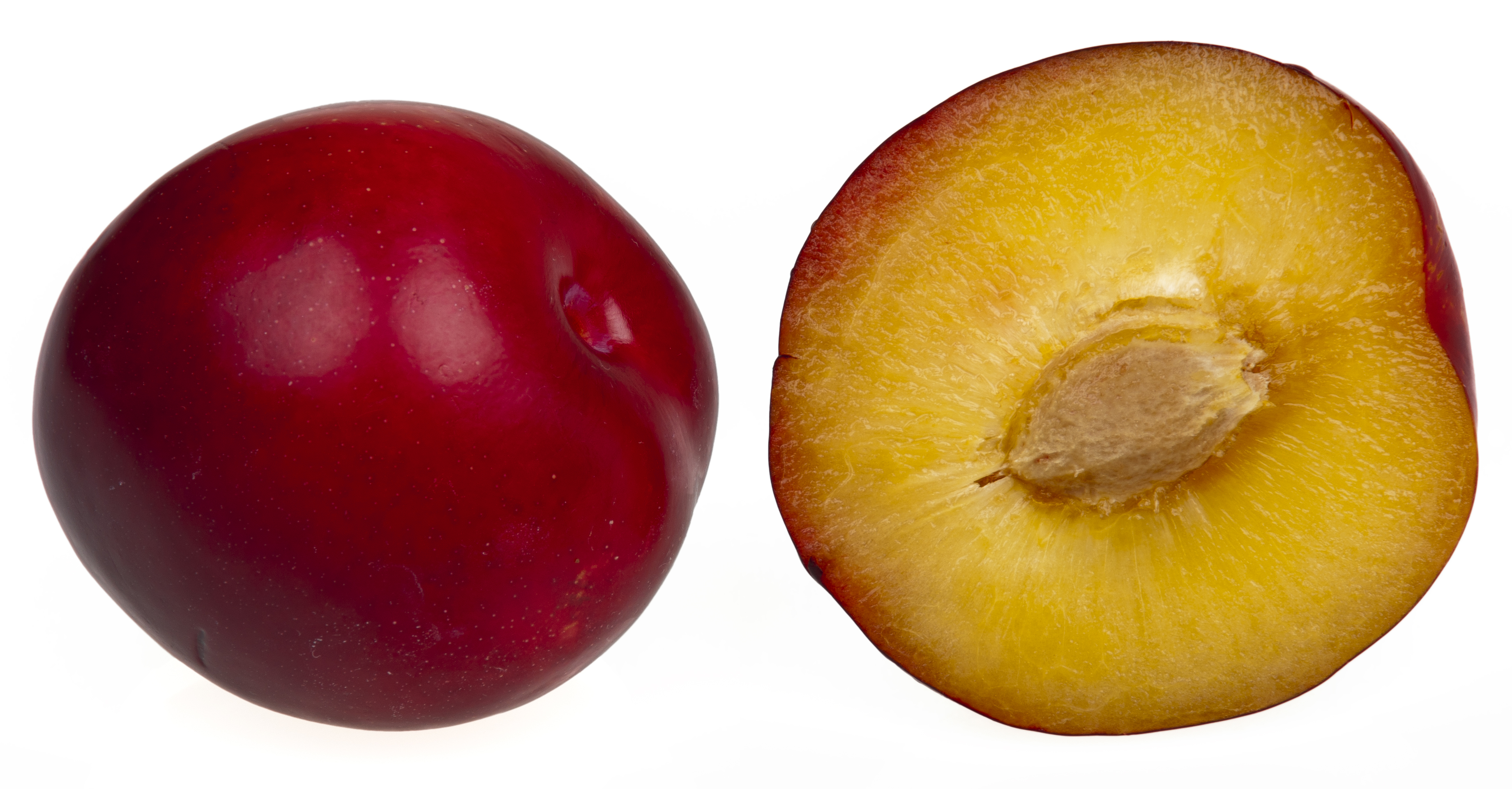
Prugna

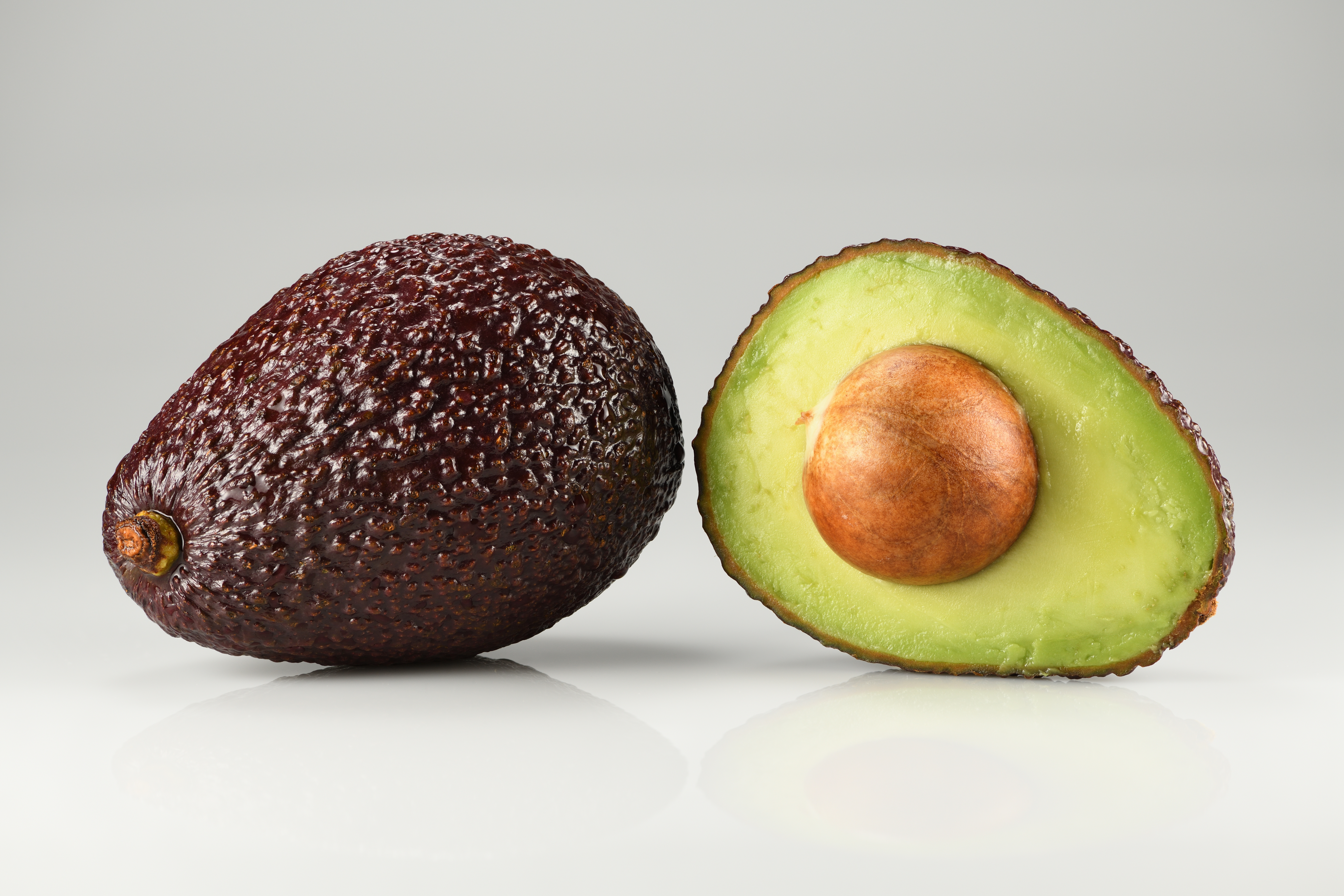
Avocado

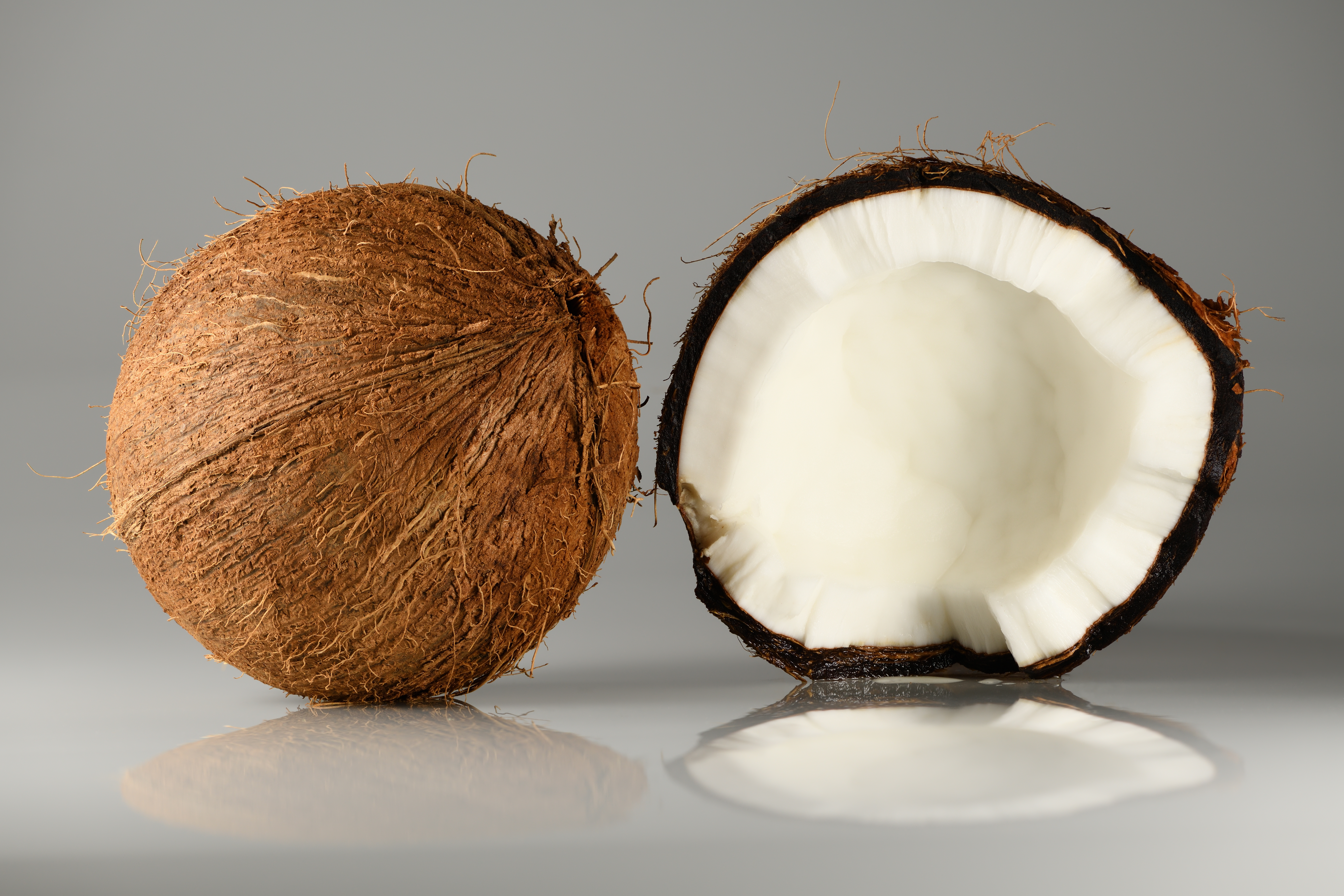
Cocco

| Nome comune             | Nome scientifico         |
| ----------------------- | ------------------------ |
| Açaí                    | Euterpe oleracea         |
| Albicocca               | Prunus armeniaca         |
| Albicocca alpina        | Prunus brigantina        |
| Amarena                 | Prunus cerasus           |
| Ambarella               | Spondias dulcis          |
| Avocado                 | Persea americana         |
| Bakula                  | Mimusops elengi          |
| Ciliegia                | Prunus avium             |
| Ciliegia coreana        | Prunus japonica          |
| Ciliegia dell'Himalaya  | Prunus cerasoides        |
| Ciliegia di Nanchino    | Prunus tomentosa         |
| Ciliegia giapponese     | Prunus serrulata         |
| Cocco                   | Cocos nucifera           |
| Coccoloba               | Coccoloba uvifera        |
| Cocumilia               | Prunus cocomilia         |
| Corniolo                | Cornus mas               |
| Dattero                 | Phoenix dactylifera      |
| Emblica                 | Phyllanthus emblica      |
| Frutto di palma da olio | Elaeis guineensis        |
| Frutto miracoloso       | Synsepalum dulcificum    |
| Giobo                   | Spondias mombin          |
| Giocote                 | Spondias purpurea        |
| Giuggiola               | Ziziphus jujuba          |
| Guaranà                 | Paullinia cupana         |
| Gubinge                 | Terminalia ferdinandiana |
| Jambo                   | Syzygium samarangense    |
| Litchi                  | Litchi chinensis         |
| Longan                  | Dimocarpus longan        |
| Mango                   | Mangifera indica         |
| Marula                  | Sclerocarya birrea       |
| Mirabolano              | Prunus cerasifera        |
| Monterry                | Kunzea pomifera          |
| Moriche                 | Mauritia flexuosa        |
| Nipa                    | Nypa fruticans           |
| Noce moscata            | Myristica fragrans       |
| Oliva di Boemia         | Elaeagnus angustifolia   |
| Pequì                   | Caryocar brasiliense     |
| Pesca                   | Prunus persica           |
| Prugna                  | Prunus domestica         |
| Prugna cino-giapponese  | Prunus salicina          |
| Prugnola                | Prunus spinosa           |
| Quandong                | Santalum acuminatum      |
| Rambutan                | Nephelium lappaceum      |
| Safou                   | Pachylobus edulis        |
| Salak                   | Salacca zalacca          |
| Sapote                  | Casimiroa edulis         |
| Sommacco cinese         | Rhus typhina             |
| Tapia                   | Uapaca bojeri            |
| Ume                     | Prunus mume              |
| Yangmei                 | Myrica rubra             |
| Zapote                  | Pouteria sapota          |

## Bacche

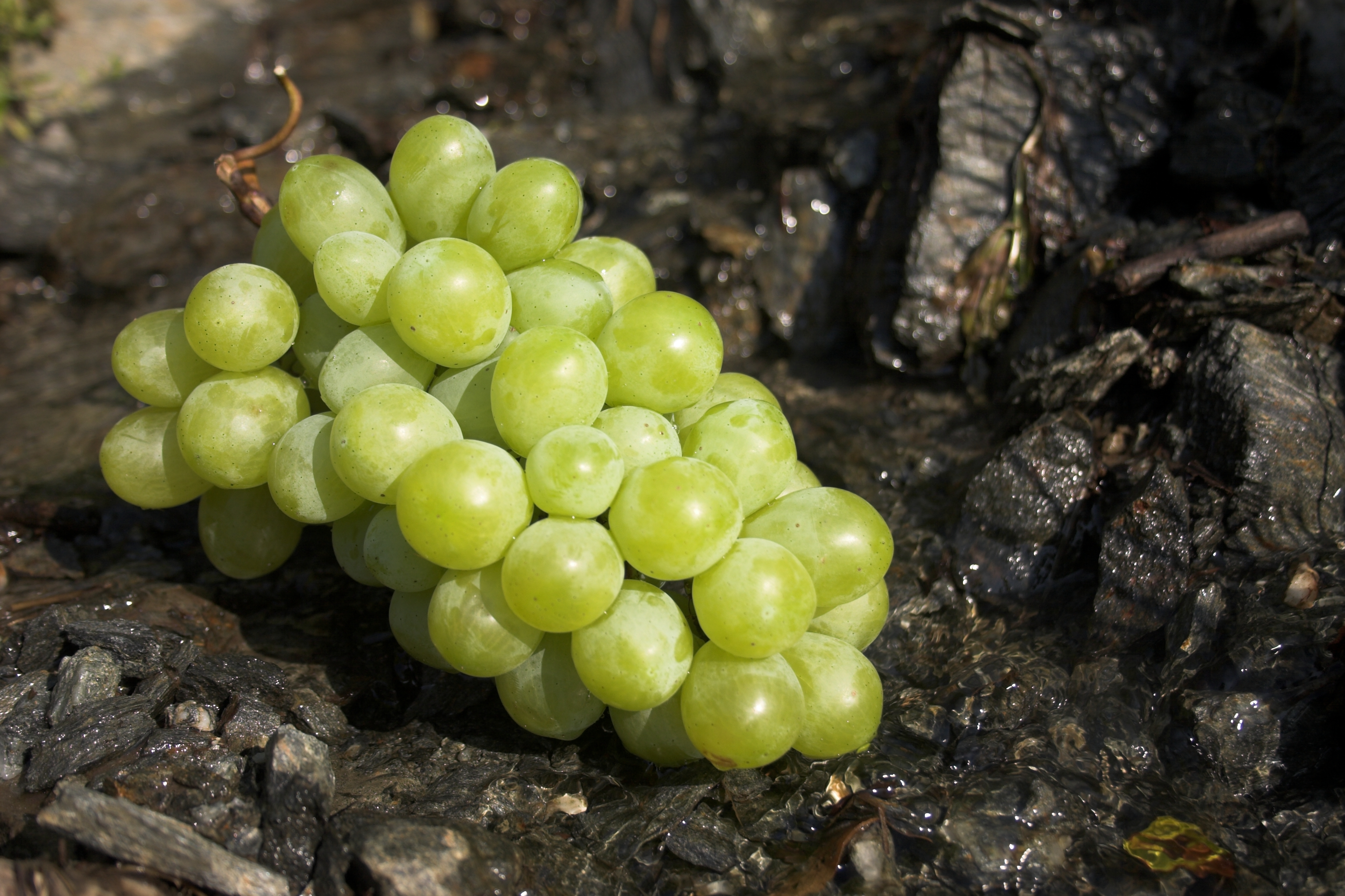
Uva

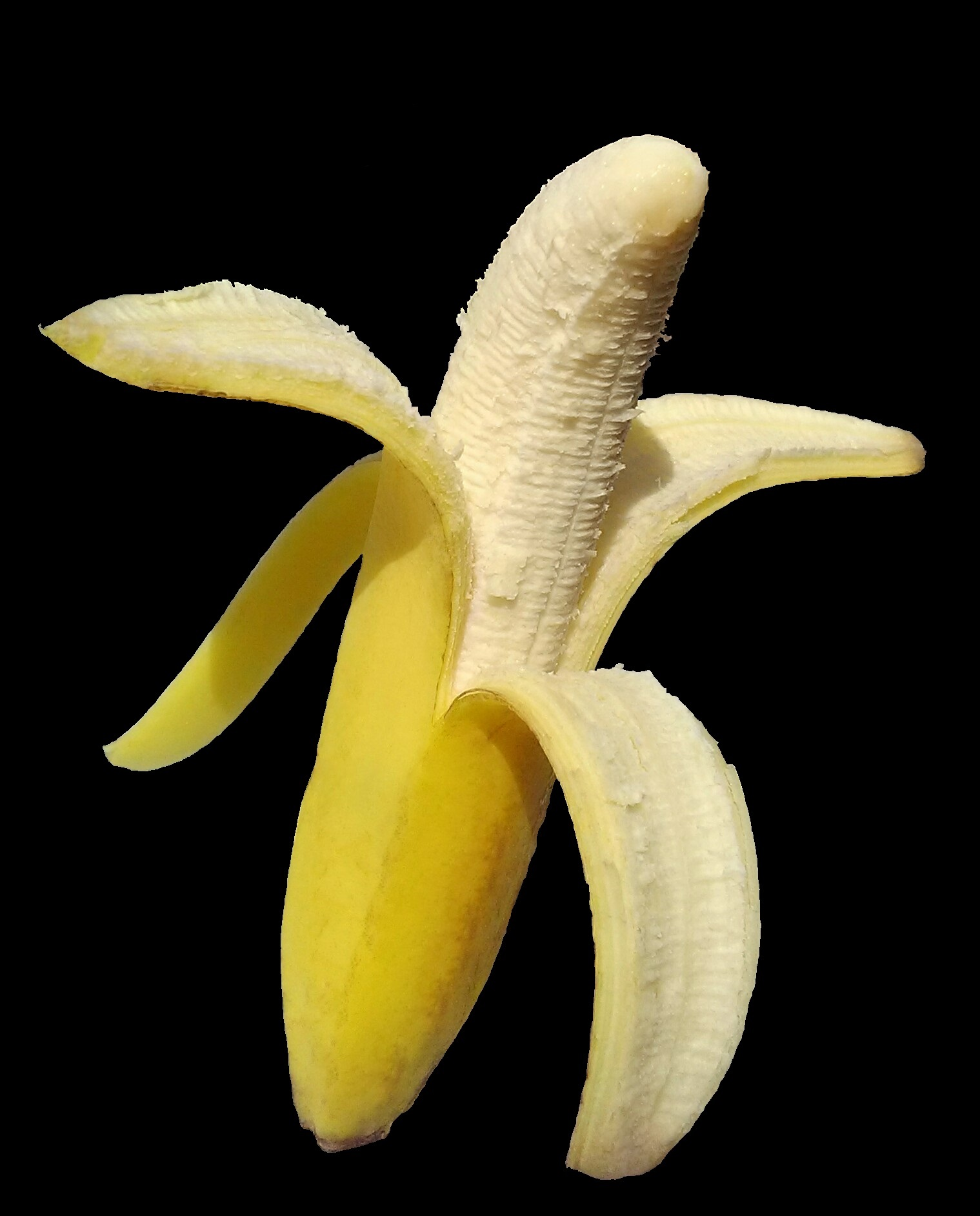
Banana

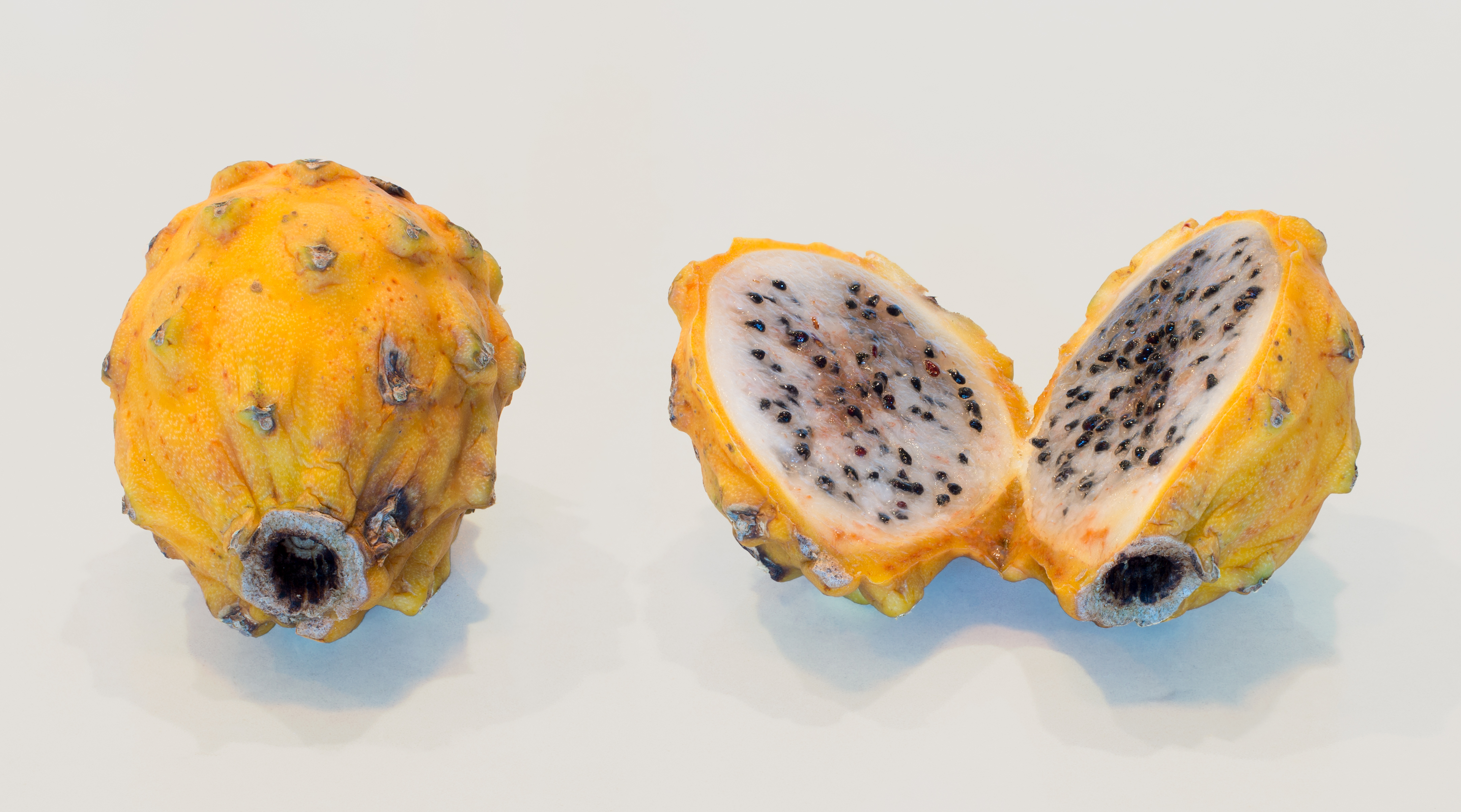
Pitaya gialla

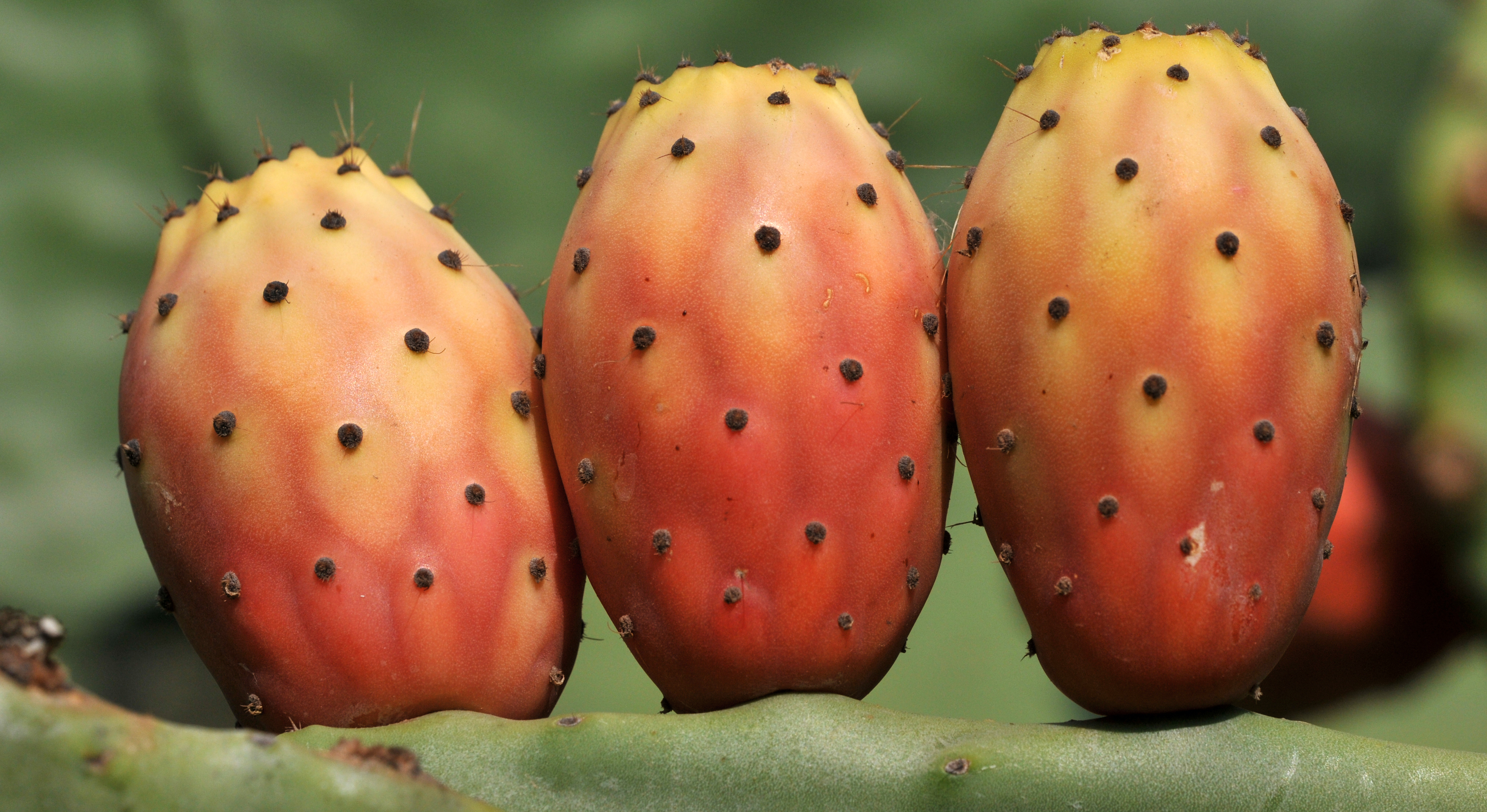
Ficodindia

| Nome comune           | Nome scientifico         |
| --------------------- | ------------------------ |
| Alchechengi           | Alkekengi officinarum    |
| Asimina               | Asimina triloba          |
| Banana                | Musa acuminata           |
| Banana rosa           | Musa velutina            |
| Bilimbi               | Averrhoa bilimbi         |
| Caffè                 | Coffea arabica           |
| Caimito               | Pouteria caimito         |
| Cainetta              | Chrysophyllum cainito    |
| Camu-camu             | Myrciaria dubia          |
| Canistel              | Pouteria campechiana     |
| Carambola             | Averrhoa carambola       |
| Corbezzolo            | Arbutus unedo            |
| Crespino              | Berberis vulgaris        |
| Curuba                | Passiflora tarminiana    |
| Fe'i                  | Musa troglodytarum       |
| Feijoa                | Feijoa sellowiana        |
| Ficodindia            | Opuntia ficus-indica     |
| Frutto della passione | Passiflora edulis        |
| Goji                  | Lycium barbarum          |
| Granadilla            | Passiflora ligularis     |
| Guava                 | Psidium guajava          |
| Guava peruviana       | Psidium cattleyanum      |
| Jabuticaba            | Plinia cauliflora        |
| Kaki                  | Diospyros kaki           |
| Kiwi                  | Actinidia chinensis      |
| Langsat               | Lansium domesticum       |
| Loto                  | Diospyros lotus          |
| Lucuma                | Pouteria lucuma          |
| Lulo                  | Solanum quitoense        |
| Mahobohobo            | Uapaca kirkiana          |
| Melograno             | Punica granatum          |
| Mirtillo gigante      | Vaccinium corymbosum     |
| Mirtillo nero         | Vaccinium myrtillus      |
| Mirtillo rosso        | Vaccinium vitis-idaea    |
| Mirto                 | Myrtus communis          |
| Moscatina             | Vitis rotundifolia       |
| Nergi                 | Actinidia arguta         |
| Olivella spinosa      | Hippophae rhamnoides     |
| Ossicocco             | Vaccinium macrocarpon    |
| Papaya                | Carica papaya            |
| Pepino                | Solanum muricatum        |
| Pitaya                | Selenicereus undatus     |
| Pitaya gialla         | Selenicereus megalanthus |
| Ribes nero            | Ribes nigrum             |
| Ribes rosso           | Ribes rubrum             |
| Saguaro               | Carnegiea gigantea       |
| Tamarillo             | Solanum betaceum         |
| Uciuva                | Physalis peruviana       |
| Ugni                  | Ugni molinae             |
| Uva                   | Vitis vinifera           |
| Uva fragola           | Vitis labrusca           |
| Uva spina             | Ribes uva-crispa         |
| Uva ursina            | Arctostaphylos uva-ursi  |
| Wampi                 | Clausena lansium         |

## Peponidi

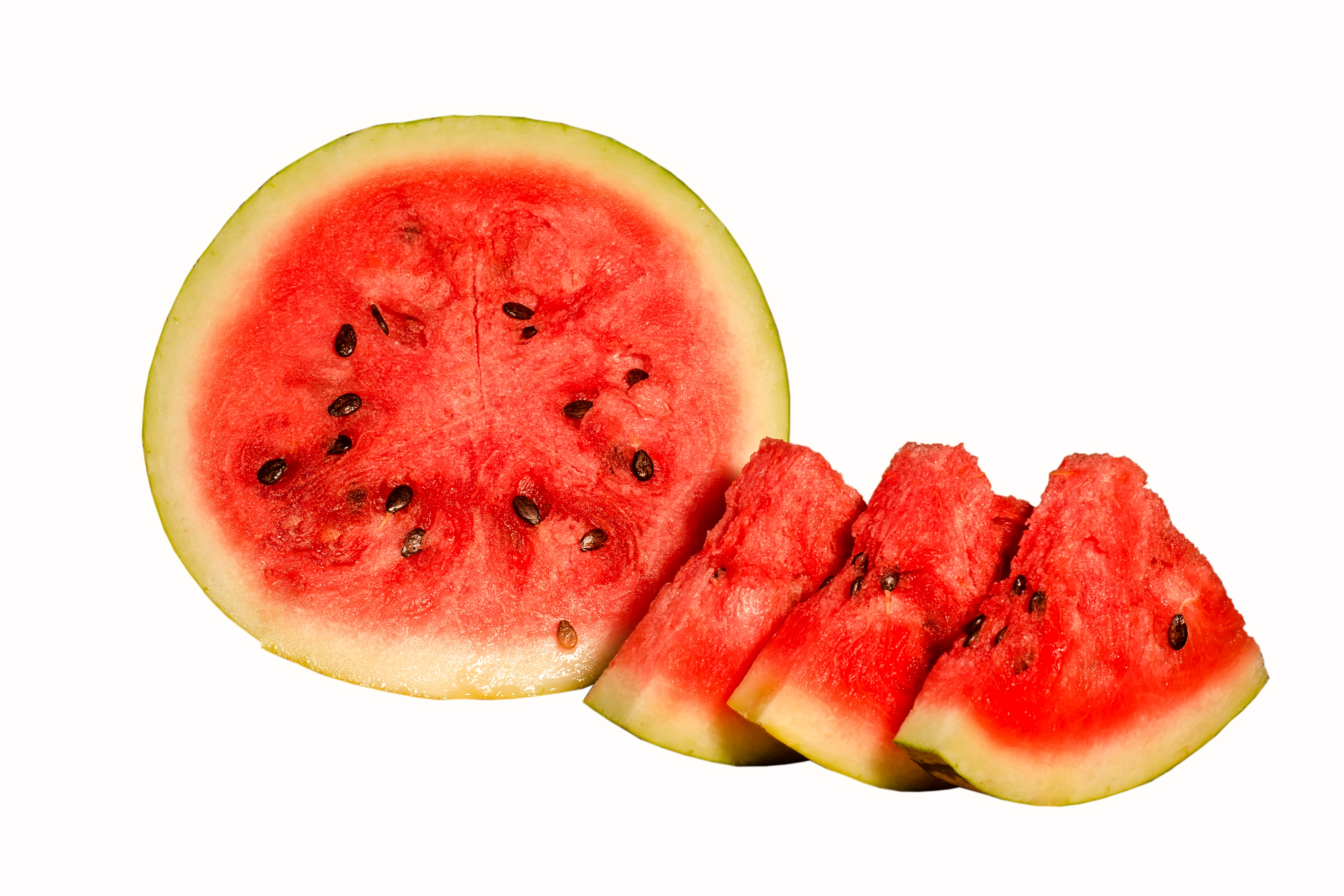
Anguria

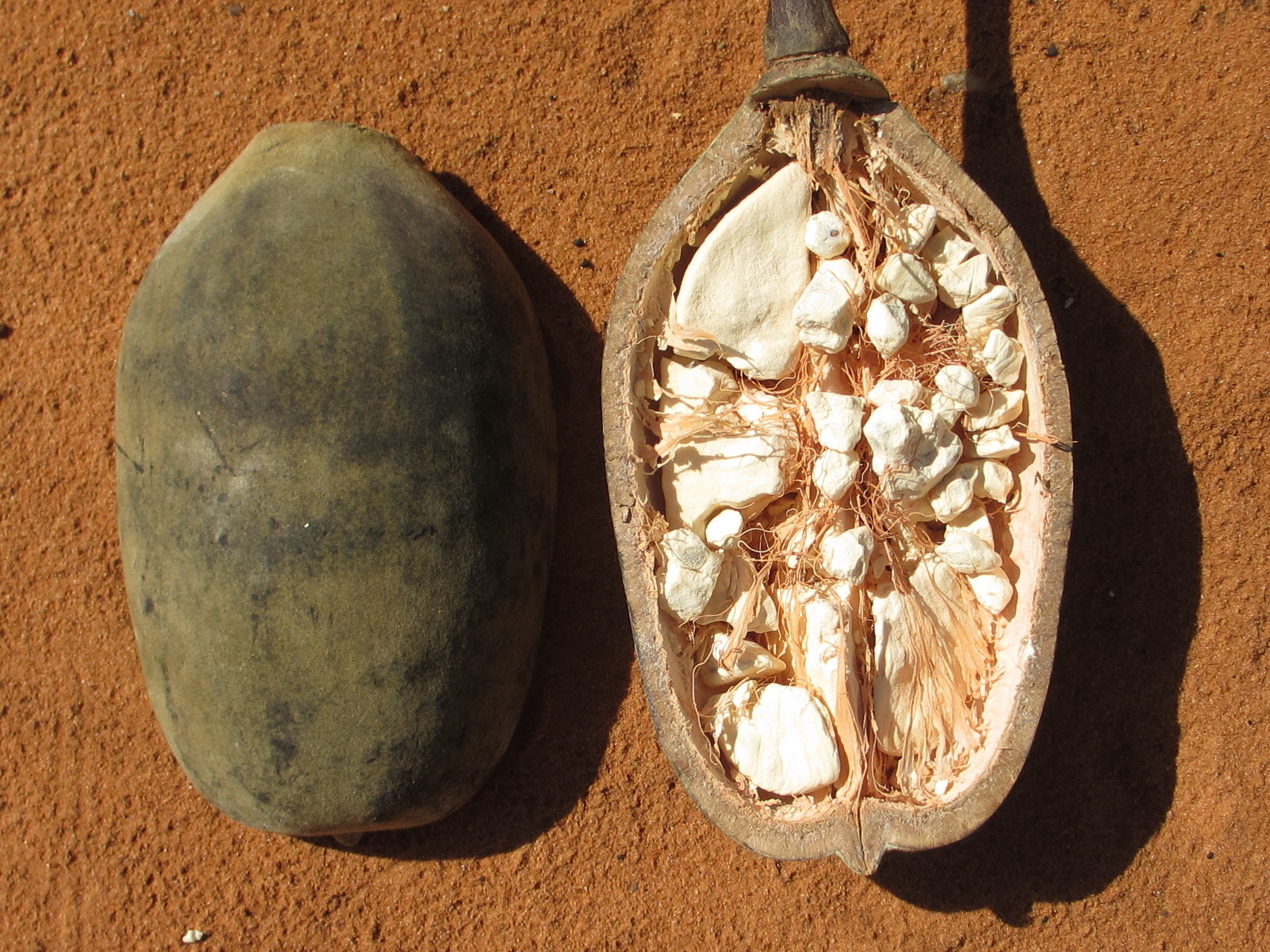
Baobab

| Nome comune   | Nome scientifico    |
| ------------- | ------------------- |
| Anguria       | Citrullus lanatus   |
| Baobab        | Adansonia digitata  |
| Cassabanana   | Sicana odorifera    |
| Fony          | Adansonia fony      |
| Kiwano        | Cucumis metuliferus |
| Mela di legno | Limonia acidissima  |
| Melone        | Cucumis melo        |
| Yucca         | Yucca baccata       |

## Esperidi

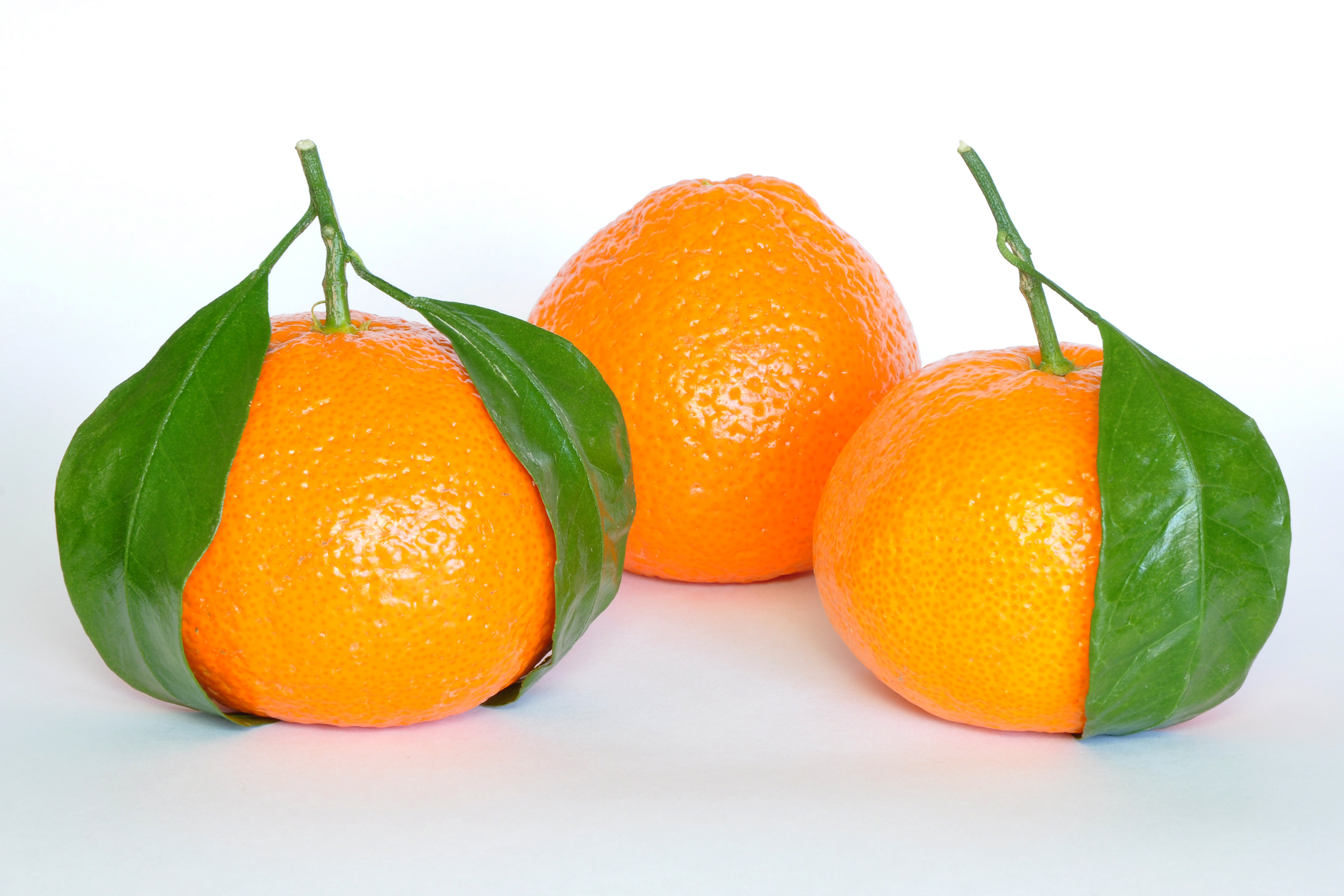
Mandarino

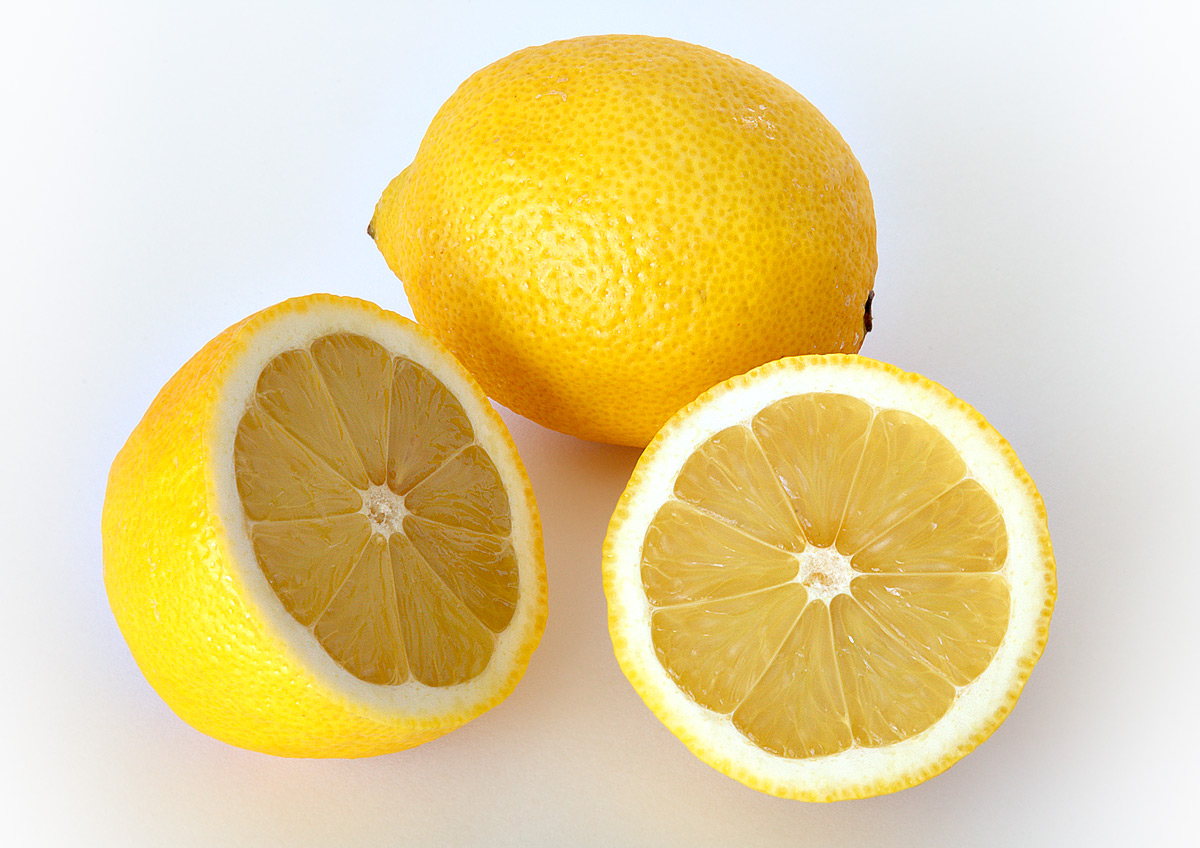
Limone

| Nome comune         | Nome scientifico       |
| ------------------- | ---------------------- |
| Arancia             | Citrus × sinensis      |
| Arancia amara       | Citrus × aurantium     |
| Bergamotto          | Citrus × bergamia      |
| Calamondino         | Citrus × microcarpa    |
| Cedro               | Citrus medica          |
| Cedronzolino        | Citrus australasica    |
| Clementina          | Citrus × clementina    |
| Chinotto            | Citrus × myrtifolia    |
| Combava             | Citrus hystrix         |
| Kumquat             | Citrus japonica        |
| Limandarino         | Citrus × limonia       |
| Lime                | Citrus × aurantiifolia |
| Limequat            | Citrus × floridana     |
| Limetta del deserto | Citrus glauca          |
| Limetta palestinese | Citrus × limettoides   |
| Limetta persiana    | Citrus × latifolia     |
| Limone              | Citrus × limon         |
| Limone di Ichang    | Citrus cavaleriei      |
| Limone australiano  | Citrus australis       |
| Limone rosso        | Citrus × volkameriana  |
| Mandarino           | Citrus reticulata      |
| Mandarino satsuma   | Citrus × unshiu        |
| Pomelo              | Citrus maxima          |
| Pompelmo            | Citrus × paradisi      |
| Tangerino           | Citrus × tangerina     |
| Yuzu                | Citrus × junos         |

## Sorosi

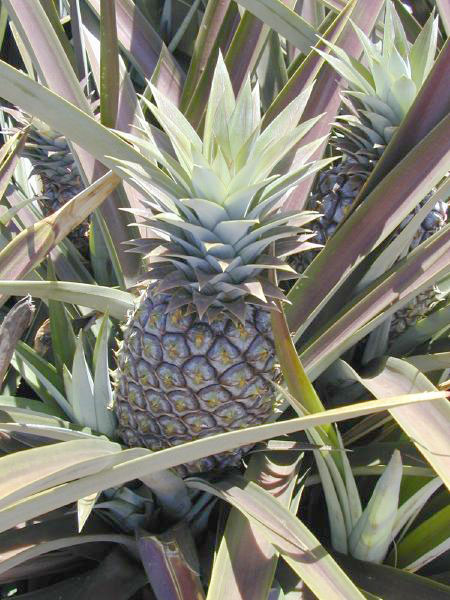
Ananas

| Nome comune     | Nome scientifico         |
| --------------- | ------------------------ |
| Ananas          | Ananas comosus           |
| Annona          | Annona squamosa          |
| Biribá          | Annona mucosa            |
| Cherimoya       | Annona cherimola         |
| Ci              | Maclura tricuspidata     |
| Frutto del pane | Artocarpus altilis       |
| Gelso bianco    | Morus alba               |
| Gelso nero      | Morus nigra              |
| Graviola        | Annona muricata          |
| Jackfruit       | Artocarpus heterophyllus |
| Noni            | Morinda citrifolia       |
| Soncoia         | Annona purpurea          |

## Frutti aggregati

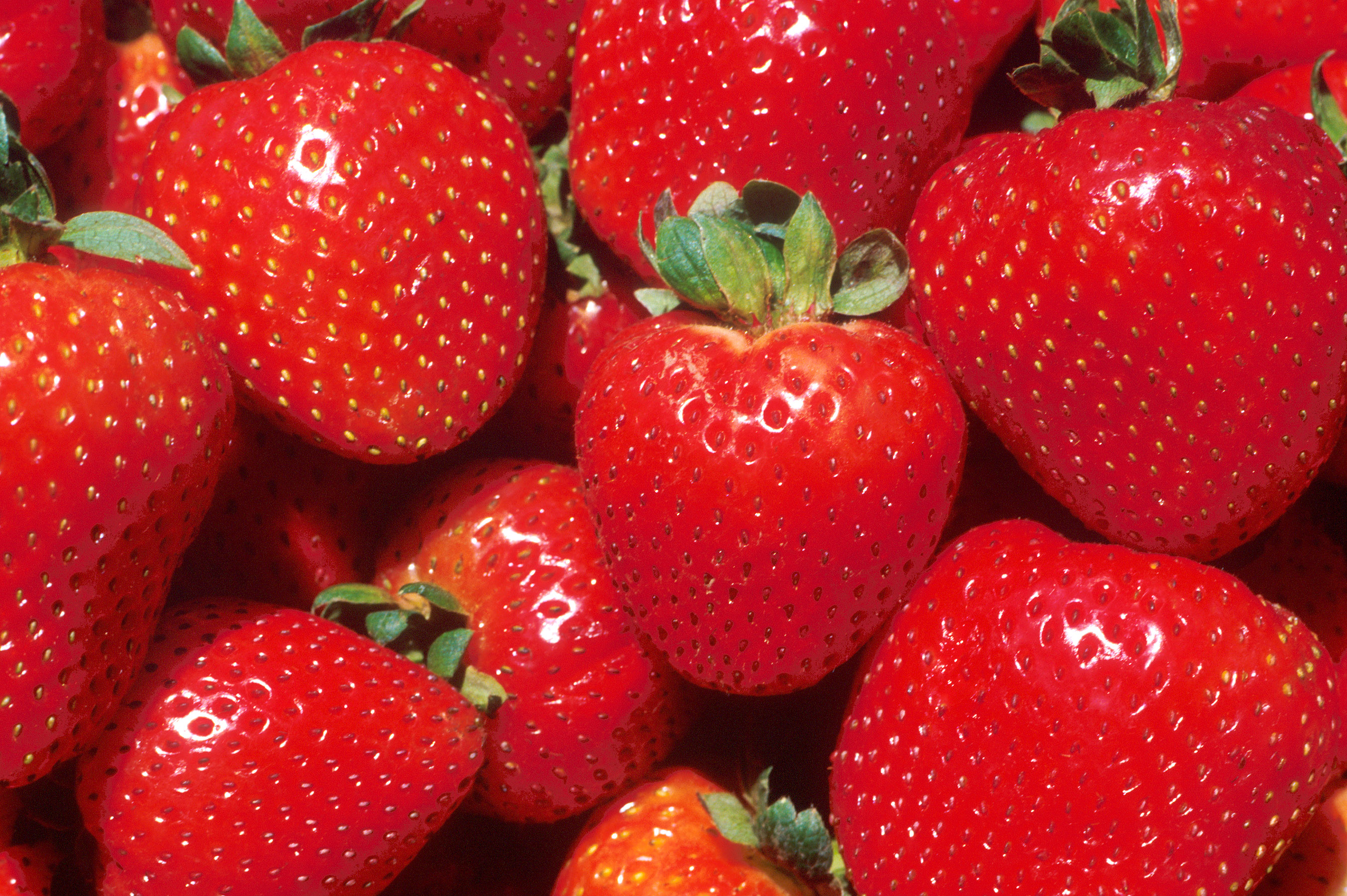
Fragola

| Nome comune      | Nome scientifico     |
| ---------------- | -------------------- |
| Camemoro         | Rubus chamaemorus    |
| Fragola          | Fragaria × ananassa  |
| Fragola di bosco | Fragaria vesca       |
| Lampone          | Rubus idaeus         |
| Lampone artico   | Rubus arcticus       |
| Mora di rovo     | Rubus ulmifolius     |
| Uva giapponese   | Rubus phoenicolasius |

## Siconi

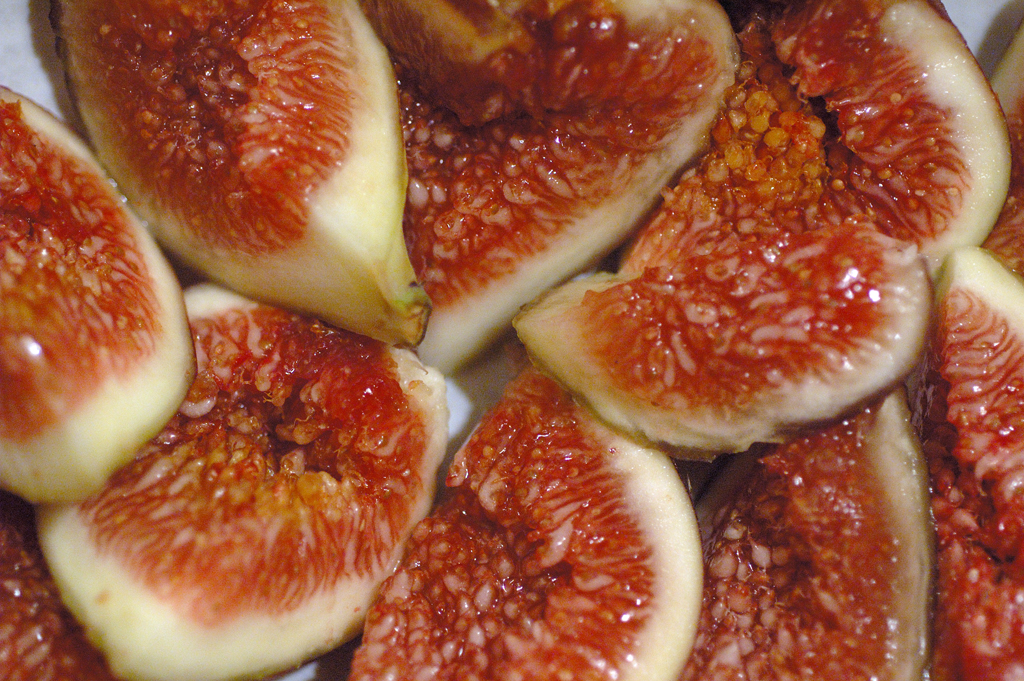
Fico

| Nome comune | Nome scientifico |
| ----------- | ---------------- |
| Fico        | Ficus carica     |
| Sicomoro    | Ficus sycomorus  |
| Udumbara    | Ficus racemosa   |

## Capsule

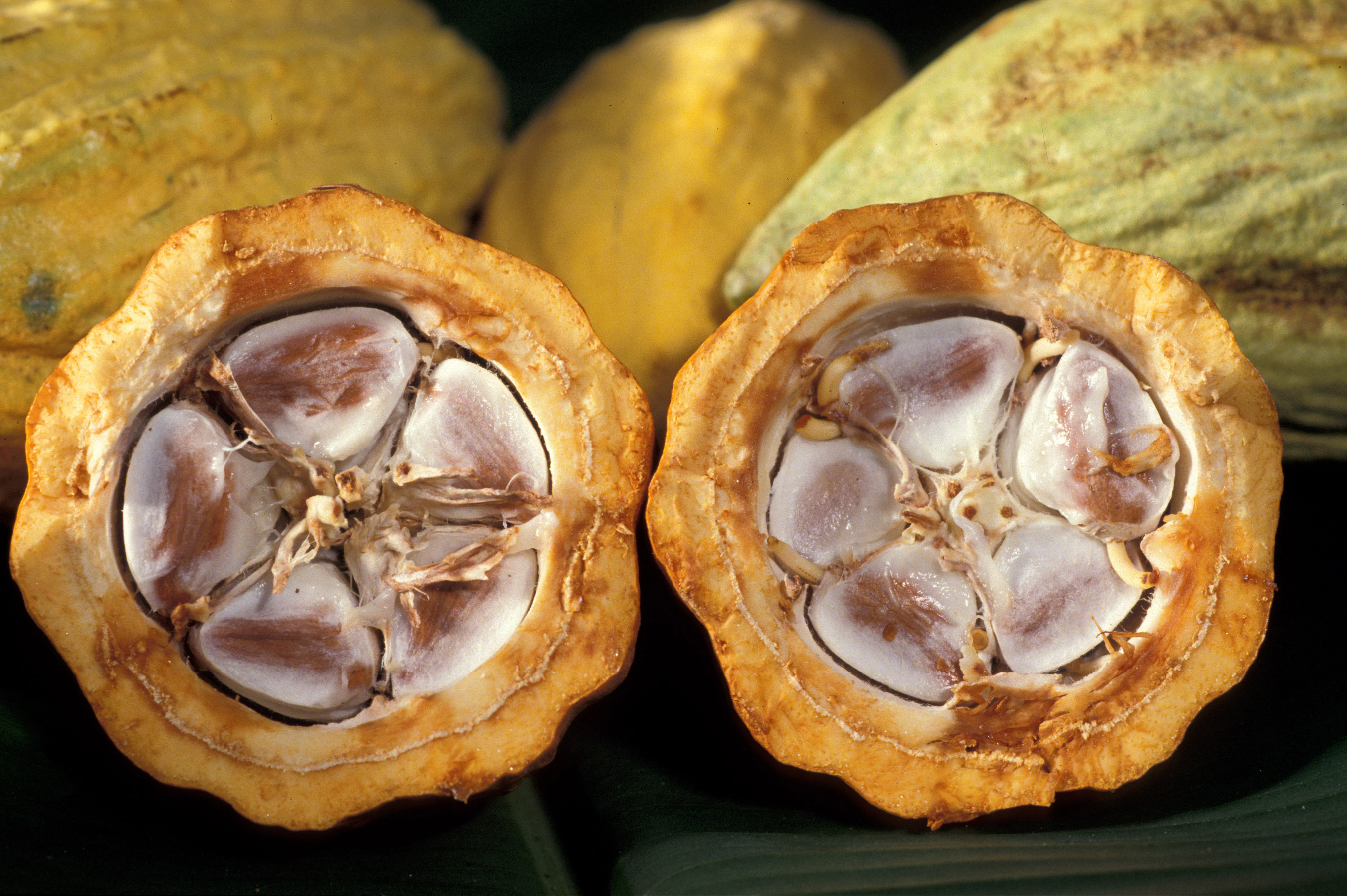
Cacao

| Nome comune | Nome scientifico          |
| ----------- | ------------------------- |
| Ackee       | Blighia sapida            |
| Cacao       | Theobroma cacao           |
| Cupuaçu     | Theobroma grandiflorum    |
| Durian      | Durio zibethinus          |
| Gac         | Momordica cochinchinensis |
| Mangostano  | Garcinia mangostana       |
| Santol      | Sandoricum koetjape       |
| Vaniglia    | Vanilla planifolia        |
| Wintergreen | Gaultheria procumbens     |

## Legumi

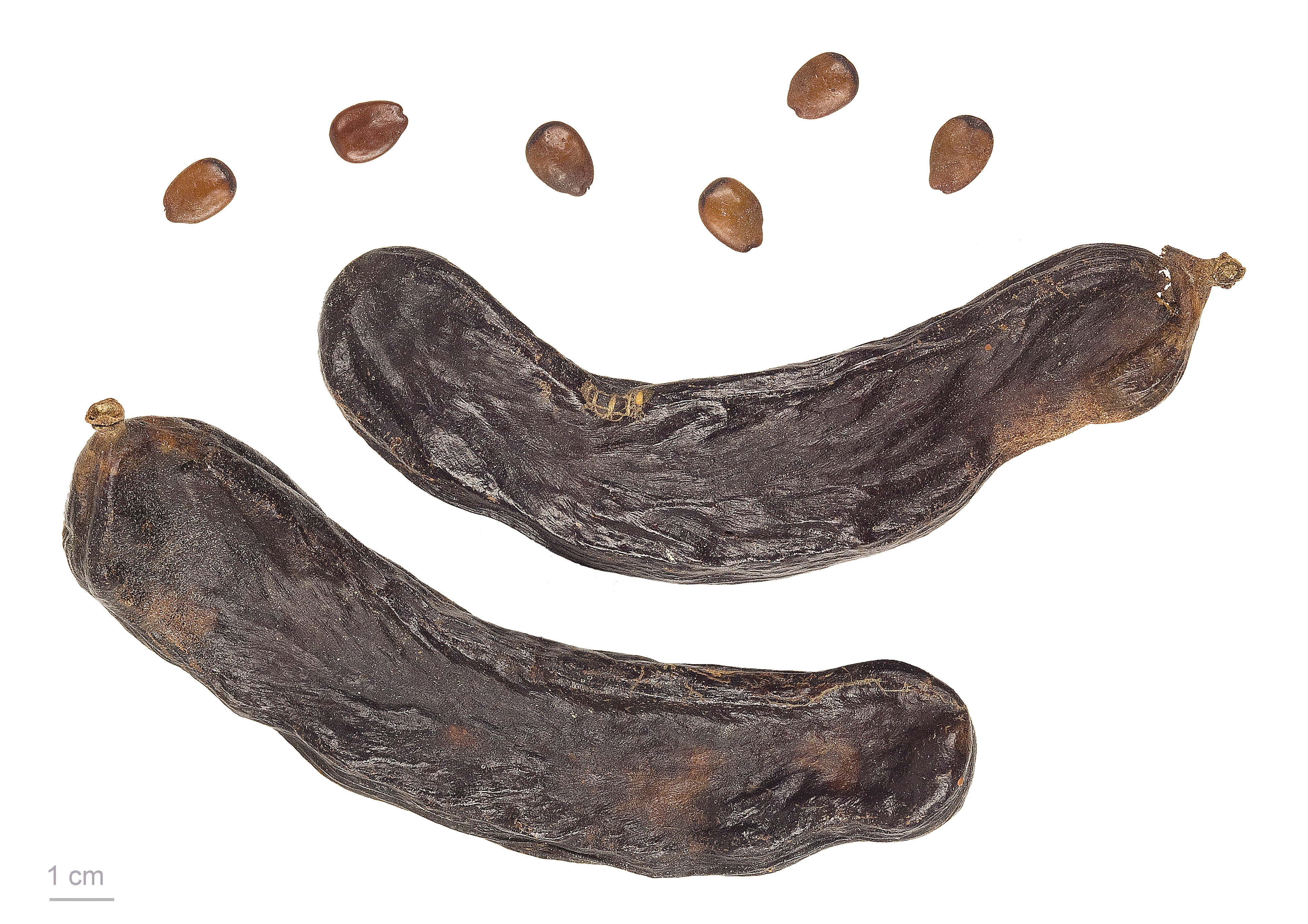
Carruba

| Nome comune | Nome scientifico  |
| ----------- | ----------------- |
| Carruba     | Ceratonia siliqua |
| Tamarindo   | Tamarindus indica |

## Follicoli

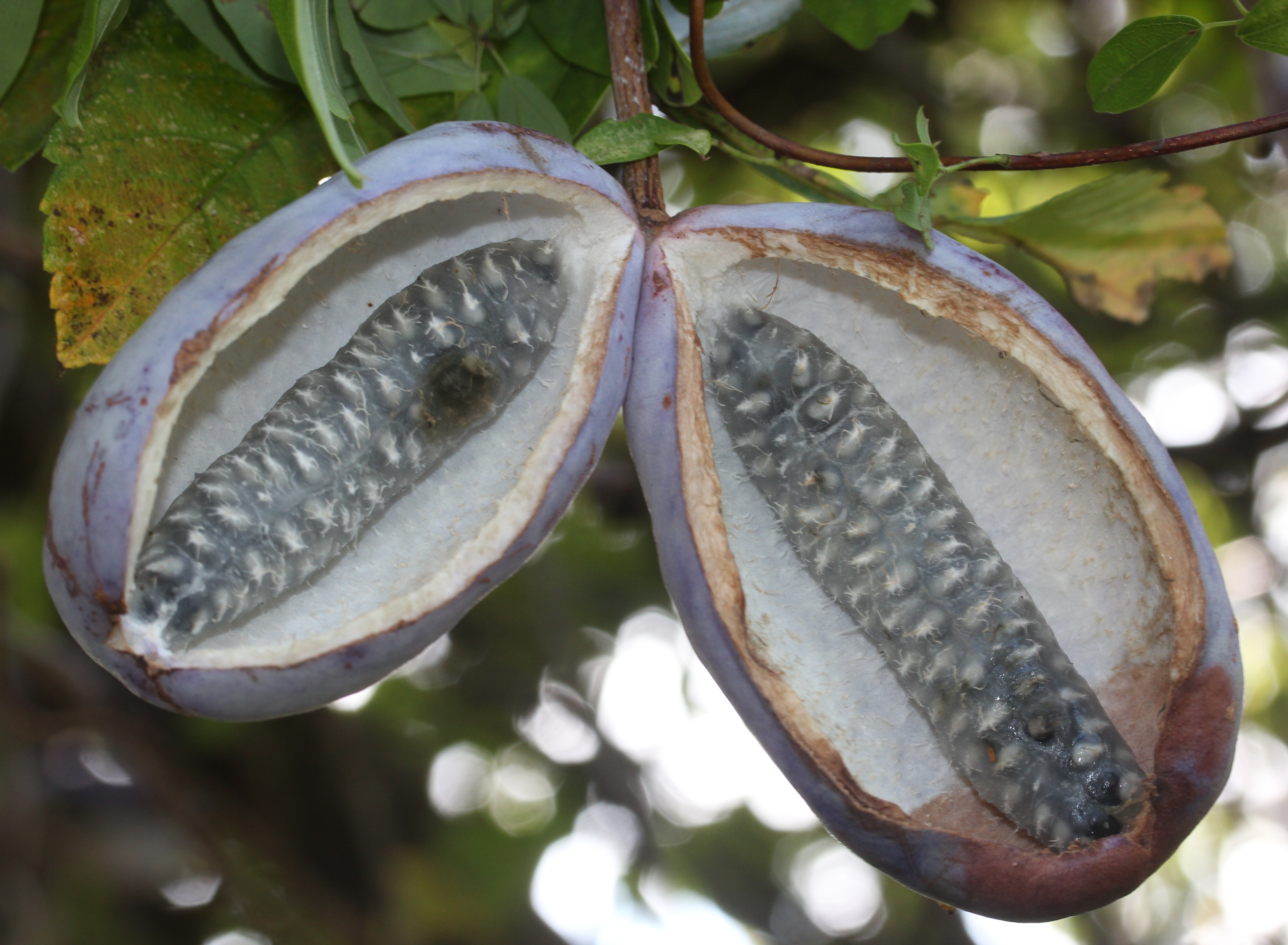
Akebia

| Nome comune  | Nome scientifico   |
| ------------ | ------------------ |
| Akebia       | Akebia quinata     |
| Decaisnea    | Decaisnea fargesii |
| Fico di mare | Carpobrotus edulis |
| Karkalla     | Carpobrotus rossii |